# Joiz

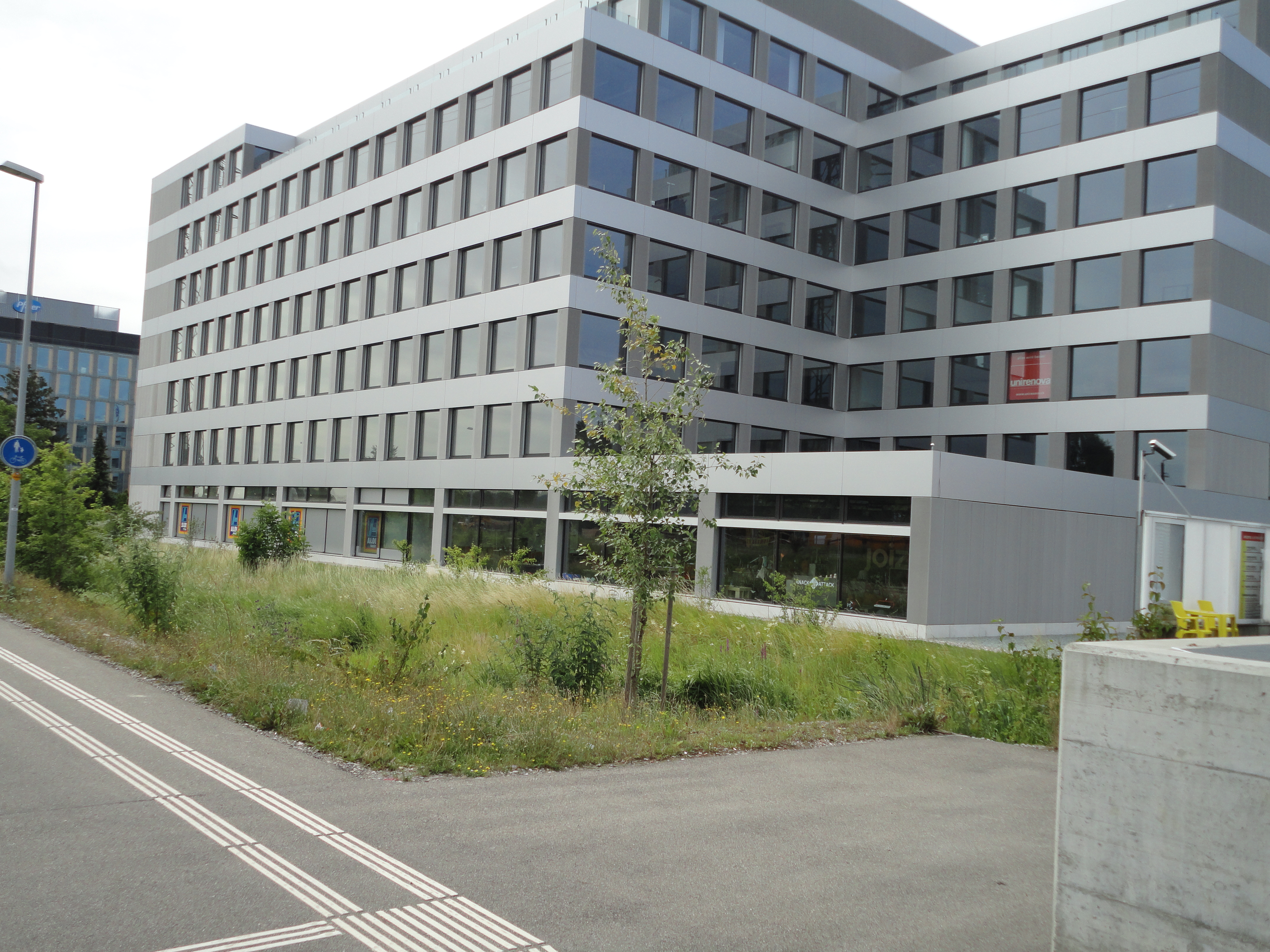
Geschäftsgebäude in Zürich, in dem das Studio von Joiz untergebracht war (unten Rechts)

Cornerlogo

Joiz (eigene Schreibweise: joiz; Aussprache wie engl. «choice» für «Wahlmöglichkeit») war ein privater Schweizer Fernsehsender, dessen Inhalte sich an ein jüngeres Zielpublikum richteten. Der Sender ging am 28. März 2011 auf Sendung und finanzierte sich primär durch Werbung. Die Sendungen konnten über Joiz.ch, WhatsApp, Facebook und Twitter vom Fernsehpublikum mitgestaltet werden. Während und zwischen den Sendungen wurden auch Musikvideos ausgestrahlt. Der Sitz des Senders befand sich in Oerlikon beim Leutschenbach. Gegründet wurde joiz von Alexander Mazzara, Peter Schulz und Kurt Schaad, die vorher alle beim Schweizer Fernsehen arbeiteten.
Am 5. August 2013 um 17 Uhr startete joiz einen eigenen Sender in Deutschland. Sitz von joiz Germany war Berlin-Friedrichshain. Verbreitet wurde der Sender über Satellit (Astra 19,2° Ost, auf dem Sendeplatz von Press TV), Zattoo, IPTV, Magine TV und Kabelfernsehen. Aber schon zum 1. Mai 2015 wurde die Verbreitung im Free-TV eingestellt, nachdem das am 16. Dezember 2014 beantragte Insolvenzverfahren am 1. März 2015 für Joiz Germany eröffnet worden war.
Am 22. August 2016 teilte Joiz mit, dass der Sendebetrieb mit sofortiger Wirkung in der Schweiz eingestellt wird. Joiz Germany übernahm bis zu dessen Einstellung im September 2016 sämtliche Frequenzen von joiz Schweiz.

## Empfang
Joiz konnte per digitalem Fernsehen, Magine TV, Zattoo, über IPTV sowie analogem Kabelfernsehen empfangen werden. Ab dem 23. Mai 2012 war er im analogen Netz der UPC Cablecom aufgeschaltet, wobei er den BR ersetzte. Das schweizerische Bundesverwaltungsgericht wies eine Beschwerde von Cablecom gegen eine Entscheidung des Eidgenössischen Bundesamts für Kommunikation ab. UPC Cablecom weigerte sich trotz Verfügung des Bundesamts für Kommunikation, Joiz ins analoge Netz aufzunehmen, da aus dem «banalisierten Inhalt» des Senders weder ein «kultureller, noch ein gesellschaftlicher Mehrwert geschöpft werden» könne.

## Sendungen
Im Programm von Joiz Schweiz befanden sich folgende Sendungen:
- All in: Sendung, die aus einem 30-minütigen Interview mit einem Künstler bestand
- Coffee + Charts: Schweizer iTunes-Charts der Woche. Vom 2. September 2012 bis 29. Dezember 2013 Ovo + Charts
- joiz in the hood: Hip-Hop/Urbansendung; moderiert von Uğur Gültekin
- joiZone: Ratgebersendung mit gesundheitlichen, beruflichen, sexuellen, digitalen und zwischenmenschlichen Themen; moderiert von Verena Kosheen/Corsin Caviezel (früher Sarah Christen)
- Living Room: Talksendung mit prominenten Gästen
- live at joiz: Musikclip-Sendung mit Live-Auftritten aus dem Living Room
- my joiz: Musiksendung mit Videoclips, die man sich wünschen konnte
- Must Have!: Sendung rund um Mode, Fashion und Lifestyle; moderiert von Sarah Christen
- RAW: Wrestling-Show aus den USA
- Darlingz: Sendung mit aktuellen Musikclips
- Noiz: Sendung zu den Themen Musik, Kultur und Szene; moderiert von Philipp Wiederkehr.
- Gülsha folgt dir: Dokumentation mit Gülsha Adilji und Matthias Lüscher
- TGIF: Sendung mit Musikclips am Freitagabend
- Random: Sendung über Extremsportarten, Freestyle etc., präsentiert durch Marco Schwab
- Balkan Show: Eine Sendung mit Gästen aus dem Balkan; moderiert von Gülsha Adilji und Granit «Baba Uslender» Dervishaj
- Beat TV: Eine Talksendung zu den Olympischen Sommerspielen 2012 mit prominenten Gästen, produziert von ITV; moderiert von Alexandra Maurer
- ZiBBZ: Dokusoap mit der Band ZiBBZ
- Clip Clip Hurray: Format zur Förderung der Schweizer Musik. Künstler können ihren Musikclip einreichen, welcher per Voting in die Sendung gewählt werden kann
- Cut: Sendung mit Informationen über neue Kinofilme; moderiert von Schimun Krausz
- Schweiz für Anfänger: Reise durch diverse schweizerische Städte, Ableger von Deutschland für Anfänger; moderiert von Gülsha Adilji und Julian Thorner
- Deutschland für Anfänger: Reise durch diverse deutsche Städte; moderiert von Gülsha Adilji und Julian Thorner
- Energy Milk Power Challenge: Spielshow; gesponsert von Emmi AG; moderiert von Anthony Ackermann
- Home Run: Talksendung mit Schwerpunkt Schweizer Musik
- joiz in concert: Konzertausschnitte und Live-Performances
- Knack Attack: Beatbox- und Rapsendung mit Knackeboul
- Kochen mit Shibby: Kochsendung mit Christina «Shibby» Schmid
- Live For Now Show: Spielshow; gesponsert von Pepsi
- M-Budget WG: Castingshow für WGs; gesponsert von der Migros
- M-Budget-Wildcard: Sendung zu den Swiss Music Awards. Ein Künstler erhielt eine Wildcard und war somit in der Kategorie «Best Live Act National» nominiert; moderiert von Anthony Ackermann oder Tama Vakeesan
- Mister Pizza: Doku-Soap mit dem amtierenden Mister Schweiz Sandro Cavegn als Pizzakurier
- Must Have!: Sendung zum Thema Fashion und Mode; moderiert von Anouk Manser
- The joiz of Switzerland: Livekonzert einer Schweizer Band oder Musikers im Joiz-Studio
- TTR World Snowboard Tour: Sendung zu den Highlights der TTR World Snowboard Tour
- Türkisch für Anfänger: Vorabendserie für Jugendliche; produziert von der ARD.
- Wer’s glaubt: Quizsendung über erfundene und wahre Schadensfälle; gesponsert von der Schweizerischen Mobiliar und 20 Minuten; moderiert von Julian Thorner / Tama Vakeesan

## Moderatoren
| Moderator                        | bei Joiz          | Sendung(en)                                                                         |
| -------------------------------- | ----------------- | ----------------------------------------------------------------------------------- |
| Anthony Ackermann                | Sendestart – 2016 | Brain + Buddy;Home Run; Living Room;                                                |
| Gülsha Adilji                    | Sendestart – 2016 | Balkan Show; Deutschland für Anfänger; Schweiz für Anfänger; Noiz; Gülsha folgt dir |
| Philip Wiederkehr                | 2015–2016         | Noiz                                                                                |
| Mike Pelzer                      | Sendestart – 2016 | Coffee + Charts; Home Run; Living Room                                              |
| Sarah Christen                   | 2011–2016         | joiZone/MustHave                                                                    |
| Verena Kosheen                   | 2015–2016         | joiZone                                                                             |
| Daniel Fanslau                   | 2015–2016         | Living Room                                                                         |
| Corsin Caviezel                  | 2014–2016         | joiZone                                                                             |
| Tama Vakeesan                    | 2013–2016         | Home Run; Living Room;                                                              |
| Uğur Gültekin                    | 2013–2016         | joiz in the hood                                                                    |
| Alexandra Maurer                 | Sendestart – 2013 | Coffee + Charts; Home Run; Living Room                                              |
| Cédric Romanens                  | Sendestart – 2011 |                                                                                     |
| Christina «Shibby» Schmid        | Sendestart – 2012 | Kochen mit Shibby                                                                   |
| George Pisana                    | Sendestart – 2011 |                                                                                     |
| Granit «Baba Uslender» Dervishaj | 2012              | Balkan Show                                                                         |
| Petra Auer                       | Sendestart – 2011 | Home Run; Living Room                                                               |
| Schimun Krausz                   | Sendestart – 2011 | Cut; Noiz                                                                           |
| ZiBBZ (Band)                     | Sendestart – 2016 | ZiBBZ                                                                               |
| Julian Thorner                   | 2011 – 2015       | joiZone; Noiz, Deutschland für Anfänger, Schweiz für Anfänger, Wer’s glaubt         |

## Chatbetreuer
In den Sendungen aus dem Living Room (Home Run, Living Room) wurden Chatbetreuer eingesetzt, die den Chat beobachteten und die Reaktionen an den Moderator weitergaben.